# Montbonnot-Saint-Martin
Montbonnot-Saint-Martin ist eine französische Gemeinde mit 5554 Einwohnern (Stand: 1. Januar 2022) im Département Isère in der Region Auvergne-Rhône-Alpes. Montbonnot-Saint-Martin gehört zum Arrondissement Grenoble und zum Kanton Meylan. Die Einwohner nennen sich Bonimontains.

## Geographie
Montbonnot-Saint-Martin liegt am Nordufer der Isère. Umgeben wird Montbonnot-Saint-Martin von den Nachbargemeinden Saint-Ismier im Norden und Osten, Domène im Süden und Südosten, Meylan im Westen sowie Biviers im Nordwesten.
Durch die Gemeinde führt die Autoroute A41.

## Bevölkerungsentwicklung
| Jahr                       | 1962 | 1968 | 1975 | 1982 | 1990 | 1999 | 2006 | 2011 | 2018 |
| -------------------------- | ---- | ---- | ---- | ---- | ---- | ---- | ---- | ---- | ---- |
| Einwohner                  | 782  | 1016 | 1735 | 1859 | 2808 | 3827 | 4487 | 4681 | 5306 |
| Quellen: Cassini und INSEE |      |      |      |      |      |      |      |      |      |

## Sehenswürdigkeiten
- Schloss und Park Miribel (heutiges Rathaus)
- Inovallée, modernes Gewerbeparkgelände

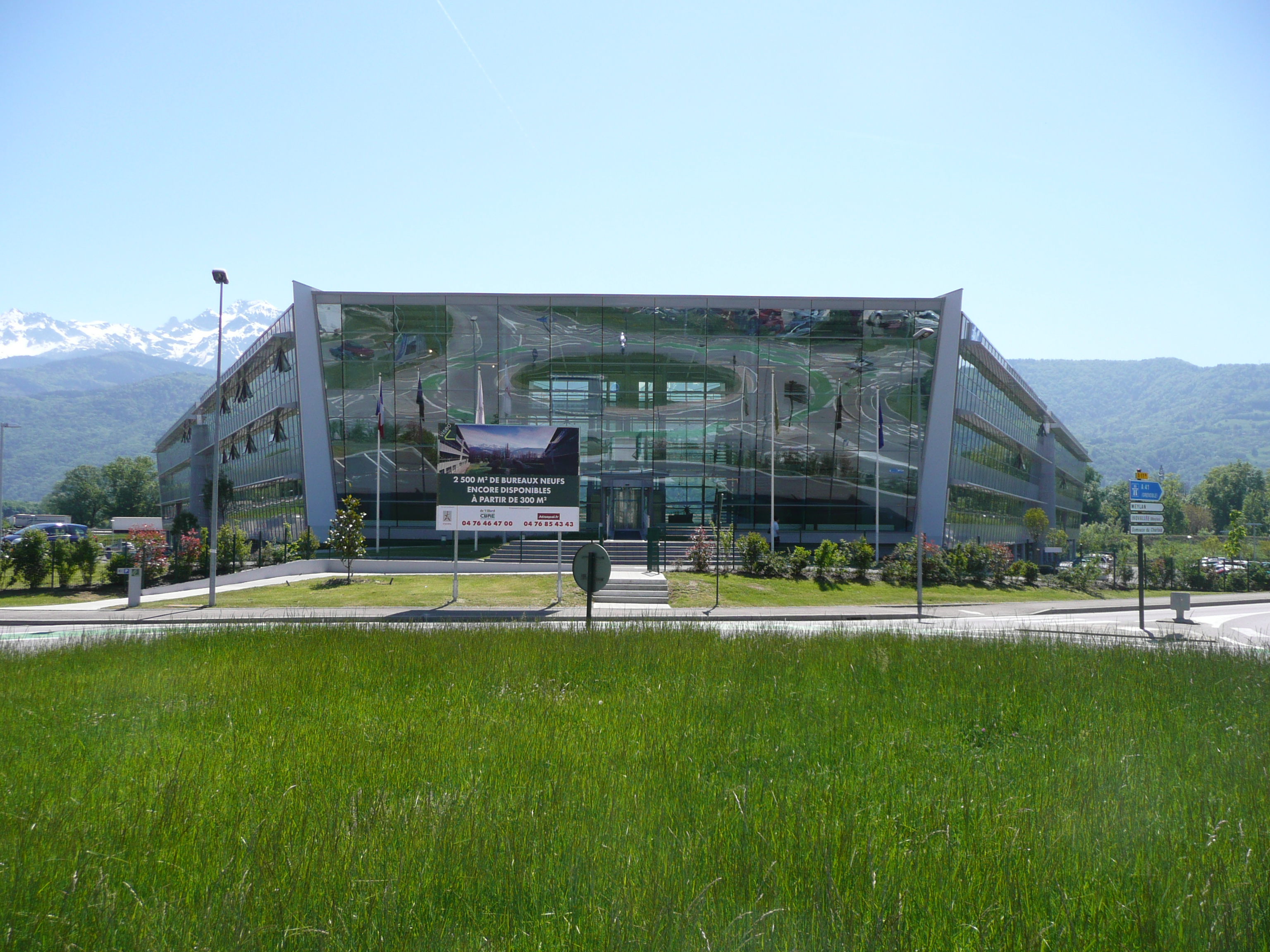
Inovallée

## Persönlichkeiten
- Marie François Joseph de Miribel (1831–1893), General